# والدو فييرا
والدو فييرا (بالبرتغالية: Waldo Vieira‏) هو كاتب ونفسي وفيلسوف وطبيب برازيلي، ولد في 12 أبريل 1932 في Monte Carmelo ‏ في البرازيل، وتوفي في 2 يوليو 2015 في فوز دو إيغواسو في البرازيل.